# Castello di Cormons
Il castello di Cormons o castello di monte Quarin nome che gli deriva dal monte su cui sorge, situato nel comune di Cormons è stato costruito intorno al VI secolo d.C dai Longobardi per contrastare l'invasione tentata dagli Avari nel 610.
Il castello diviene nell'VIII secolo proprietà dei Patriarcato di Aquileia per passare dopo una lunga contesa nel 1286 sotto il controllo della contea di Gorizia.
Il 12 aprile del 1500 il castello ed i territori di Cormons alla morte di Leonardo di Gorizia passano quale lascito ereditario a Massimiliano I d'Asburgo.
Si pensa che il castello sia stato abbandonato intorno al 1600.